# فرط الوعائية

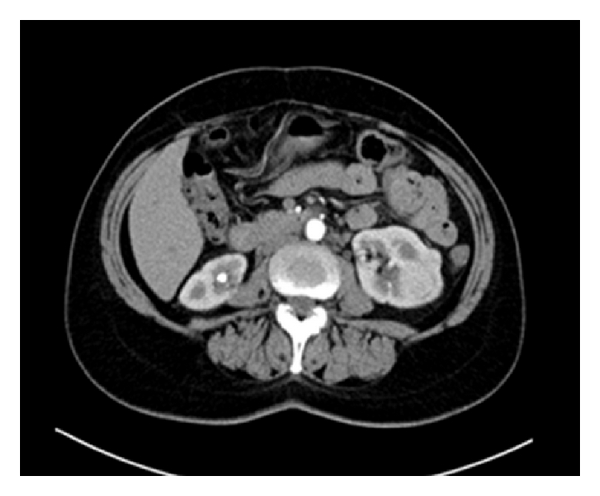

فرط الوعائية (بالإنجليزية: Hypervascularity)‏ هيَ زيادة في عدد أو تركيز الأوعية الدموية، ومن الأمثلة على ذلك ما يَحدث في الأورام الخبيثة، حيثُ يحدث فرط الوعائية مما يُتيح نمو الورم بشكل سَريع.